# 1971-es Giro d’Italia
Az 1971-es Giro d’Italia volt az 54. olasz kerékpáros körverseny. Május 20-án kezdődött és június 10-én ért véget. Végső győztes a svéd Gösta Pettersson lett.

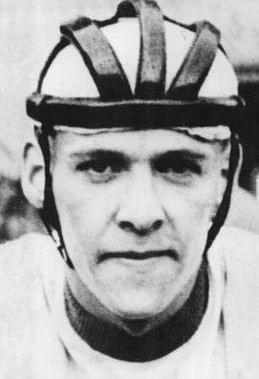
Gösta Pettersson 1961-ben

## Végeredmény
|    | Versenyző              | Idő           |
| -- | ---------------------- | ------------- |
| 1  | Gösta Pettersson       | 97 óra 24' 04 |
| 2  | Herman Van Springel    | + 2' 32       |
| 3  | Ugo Colombo            | +2' 35        |
| 4  | Francisco Galdos Gauna | +4' 27        |
| 5  | Pierfranco Vianelli    | + 6' 41       |
| 6  | Silvano Schiavon       | + 7' 27       |
| 7  | Felice Gimondi         | + 7' 30       |
| 8  | Antoine Hubrechts      | + 9' 39       |
| 9  | Wladimiro Panizza      | + 13' 13      |
| 10 | Giovanni Cavalcanti    | + 14' 22      |